# 遠沈管

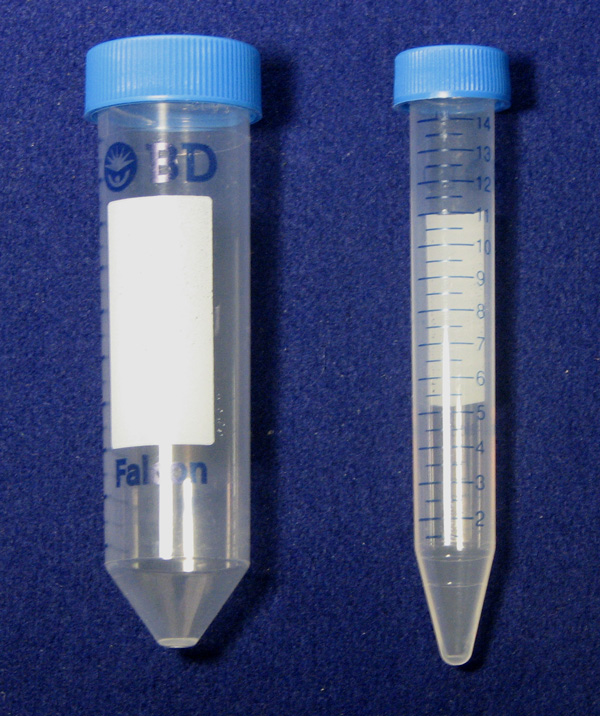
ポリプロピレン製の遠沈管。左50ml、右15ml。

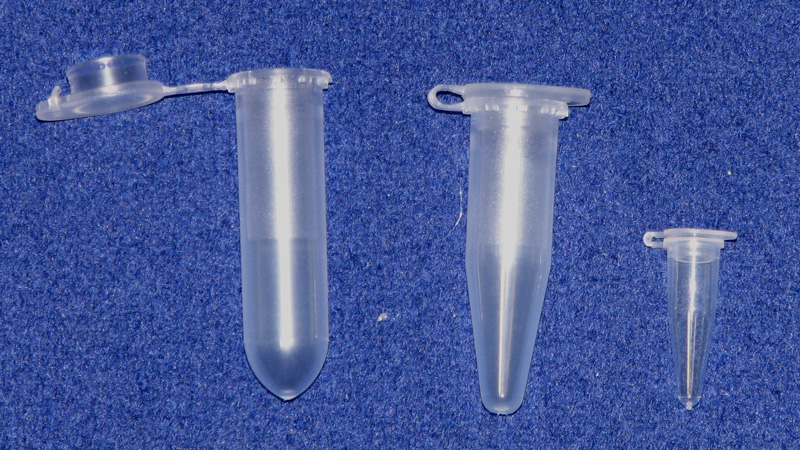
微量遠心に用いられる遠沈管（マイクロチューブ）。左から2ml、1.5ml、200μl。

遠沈管（えんちんかん、英語：centrifuge tube）は、遠心分離機を用いた実験や臨床検査などの時に使われるガラス又はプラスチック製の容器。底部が円錐状で尖っているものをスピッツ（Spitzはドイツ語で「尖っている」の意）または、スピッツ管とも呼ばれる。プラスチック製の物は使い捨てされる。

## 用途
遠心分離機で固体と液体、もしくは液中の固体同士、液体同士を密度の違いにより分離する時に用いられる。一般に底部が円錐状であるが、用途（液性）や耐圧性能（最高回転数）により素材や形状が異なる。
近年では、底部を二重構造とし、錐形の外側に一層つくることで「自立型」をとるものも存在する。
遠心分離機での操作をせず、単に「キャップの付いた試験管」として、試薬などの一時保存用にも用いられる。

## 臨床検査での使用
遠沈管は、尿などの搬送容器としても用いられる。また、尿沈渣、便集卵法、細胞診検査等の時に用いる。